# P. G. Andersen & Bruhn

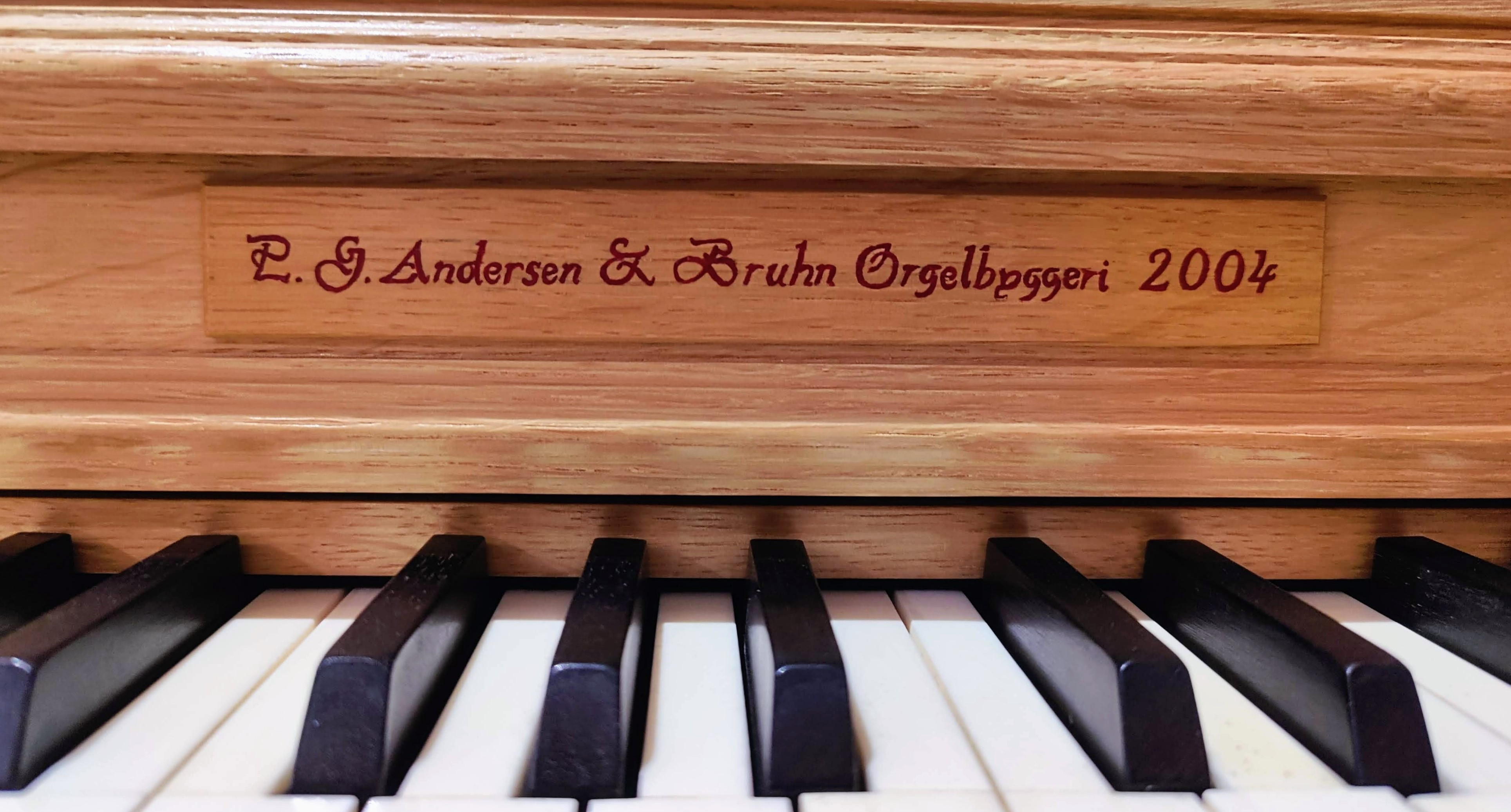
Firmenschild in Jægersborg

P. G. Andersen & Bruhn ist ein dänisches Orgelbauunternehmen. Es entstand 1995 aus der Fusion der Orgelbaufirmen P. Bruhn & Søn in Årslev-Rødekro/Nordschleswig und P. G. Andersen in Ølstykke bei Kopenhagen. An beiden Orten bestehen Firmensitze.

## Geschichte
Die Firma Bruhn & Søn wurde 1954 von Peter Bruhn († 1975) gegründet, der vorher 25 Jahre bei Marcussen & Søn gearbeitet hatte. Als sein Bruder Carl Emil Bruhn 1957 in die Firma eintrat, hieß sie vorübergehend Brdr. Bruhns Orgelbyggeri („Gebrüder Bruhns Orgelbauerei“). Mit dem Eintritt von Peter Bruhns Sohn Carl August in die Firma (1971) führte sie den Namen P. Bruhn & Søn. Heute ist mit Bjarke Bruhn die dritte Generation in der Firmenleitung tätig.
Poul-Gerhard Andersen (1904–1980) arbeitete seit 1926 bei Marcussen & Søn und machte sich 1963 als Orgelbauer selbstständig. Sein besonderes Fachgebiet war die Prospektgestaltung, und sein „Orgelbuch“ (Orgelbogen, 1955) ist bis heute eines der umfassendsten dänischen Werke über Orgelbau. Nach seinem Tod übernahm Paul Hansen († 2020) den Betrieb und war seit 1995 in der Firmenleitung von P. G. Andersen & Bruhn. Nach Paul Hansens Tod im August 2020 kam dessen Sohn Brian Hansen in die Firmenleitung.

## Werkliste (Auswahl)
| Firma                     | Jahr | Ort                           | Kirche                      | Bild | Manuale | Register | Bemerkungen                                                  |
| ------------------------- | ---- | ----------------------------- | --------------------------- | ---- | ------- | -------- | ------------------------------------------------------------ |
| Brdr. Bruhns Orgelbyggeri | 1968 | Flensburg                     | Ansgar Kirke                |      | II/P    | 21       | → Orgel                                                      |
| P. Bruhn & Søn            | 1976 | Flensburg                     | Heiliggeistkirche           |      | III/P   | 26       | → Orgel                                                      |
| P. Bruhn & Søn            | 1985 | Gleschendorf                  | Gleschendorfer Kirche       |      | II/P    | 22       | → Orgel                                                      |
| P. Bruhn & Søn            | 1987 | Havnbjerg                     | Havnbjerg Kirke             |      | II/P    | 20       | → Orgel                                                      |
| P. Bruhn & Søn            | 1989 | Lübeck-Schlutup               | St. Andreas                 |      | II/P    | 21       | → Orgel                                                      |
| P. Bruhn & Søn            | 1992 | Lübeck                        | Hausorgel                   |      | II/P    | 6½       | Hausorgel auf Principal 8′-Basis, Stimmung nach Werckmeister |
| P. Bruhn & Søn            | 1993 | Westerland, Sylt              | Staldkirken                 |      | I/P     | 6        |                                                              |
| P. Bruhn & Søn            | 1993 | Tornesch                      | Tornescher Kirche           |      | II/P    | 20       | → Orgel                                                      |
| P. G. Andersen            | 1964 | Skara, Schweden               | Dom zu Skara                |      | III/P   | 46       | → Orgel                                                      |
| P. G. Andersen            | 1970 | Ringsted, DK                  | St.-Bendts-Kirche           |      | III/P   | 46       | → Orgel                                                      |
| P. G. Andersen            | 1970 | Helsingør, DK                 | Dom zu Helsingør            |      | III/P   | 53       | Disposition                                                  |
| P. G. Andersen            | 1973 | Linköping, Schweden           | Dom zu Linköping, Chororgel |      | II/P    | 19       | Disposition                                                  |
| P. G. Andersen            | 1973 | Nyborg, DK                    | Vor Frue Kirke              |      | III/P   | 37       | Disposition                                                  |
| P. G. Andersen & Bruhn    | 1999 | Lemvig, DK                    | Lemvig Kirke                |      | II/P    | 29       | Disposition                                                  |
| P. G. Andersen & Bruhn    | 2002 | Esbjerg, DK                   | Vor Frelsers Kirke          |      | III/P   | 42       | Disposition                                                  |
| P. G. Andersen & Bruhn    | 2004 | Jægersborg (Gentofte Kommune) | Jægersborg Kirke, Positiv   |      | I       | 3 1/2    | → Orgel                                                      |
| P. G. Andersen & Bruhn    | 2017 | Bistrup, DK                   | Bistrup Kirke               |      | III/P   | 24       | Disposition                                                  |
| P. G. Andersen & Bruhn    | 2020 | Frederiksberg, DK             | Flintholm Kirke             |      | II/P    | 20       | Disposition                                                  |